# CBC News
CBC News — подразделение канадской радиовещательной корпорации, отвечающий за сбор новостей и производство программ новостей на английском языке, а именно: CBC Television, CBC Radio, CBC News Network и CBC.ca. Основанная в 1941 году, CBC News является крупнейшим телеканалом в Канаде и имеет местные, региональные и национальные передачи и радиостанции.